# Leichtes Artillerieraketensystem

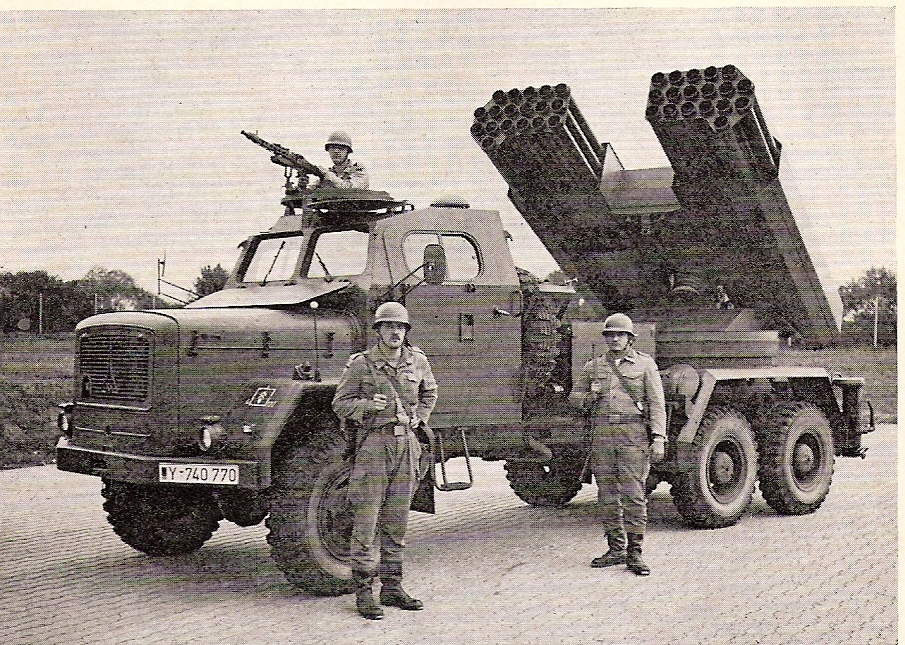
LARS 1: Mehrfachraketenwerfer 110 SF auf Magirus-Deutz 178 D 15 A

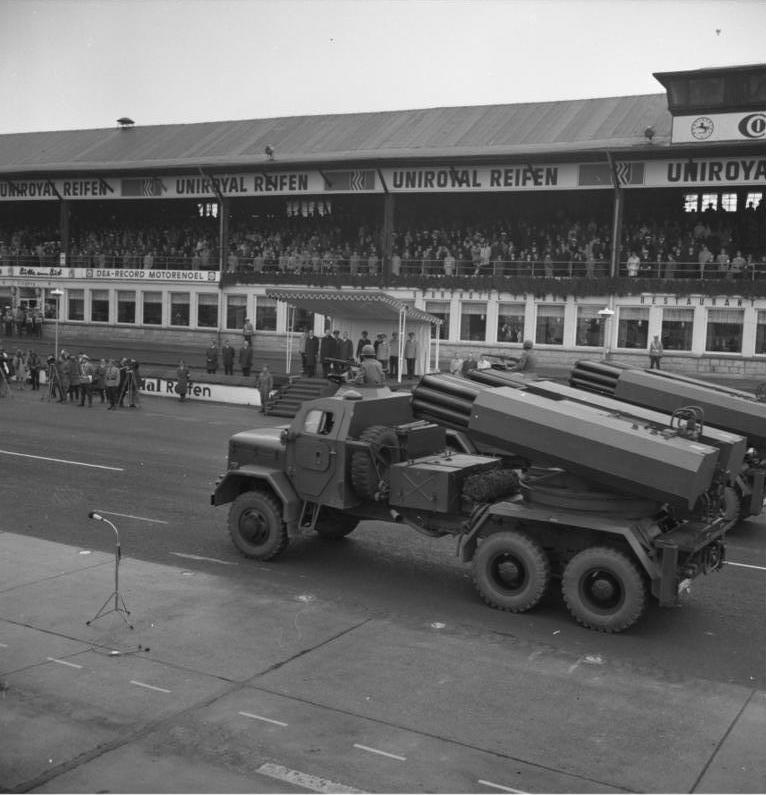
LARS 1: Mehrfachraketenwerfer 110 SF auf Magirus-Deutz 178 D 15 A auf dem Nürburgring, 1969

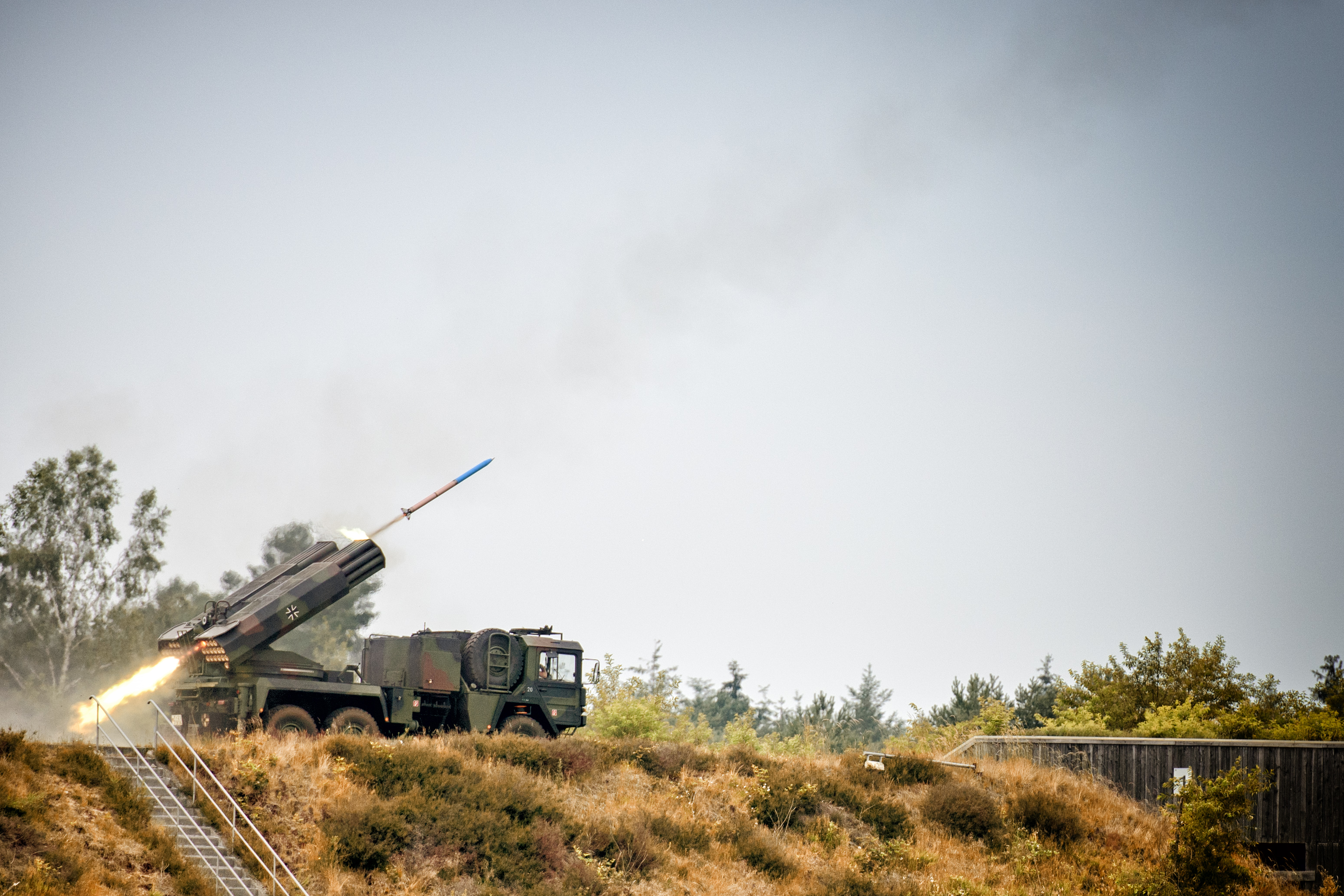
LARS 2: Mehrfachraketenwerfer 110 SF, auf MAN 6x6, 7 to, gl

Das Leichte Artillerieraketensystem (kurz LARS) war ein Mehrfach-Raketenwerfer des deutschen Herstellers Wegmann & Co. Das Waffensystem wurde von 1969 bis Anfang der 1990er bei der Raketenartillerie des Heeres der Bundeswehr eingesetzt. LARS bestand aus zwei Rohrpaketen mit je 18 gezogenen Rohren des Kalibers 110 mm. Montiert war die Waffenanlage auf einem dreiachsigen Lkw-Fahrgestell der Firma Magirus-Deutz 178 D 15 A (LARS 1), wobei das Führerhaus gegen Handwaffenbeschuss leicht gepanzert war.
Jeder Raketenwerfer konnte innerhalb von 18 Sekunden 36 drallstabilisierte Raketen verschießen.
Im Einsatz wäre grundsätzlich mit vier Raketenwerfern LARS, das heißt einem Werfer-Zug, geschossen worden. Damit konnten Minensperren von 1500 m Breite und 500 m Tiefe in einer Entfernung bis zu 14 km gebildet werden. Andere Ziele wurden mit Splittermunition bekämpft. Darüber hinaus stand Nebelmunition zur Verfügung.

## Vorgeschichte
In ihrer Frühzeit sah die Bundeswehr keine Notwendigkeit für Mehrfachraketenwerfer ähnlich der sowjetischen Stalinorgel, da die Strategie der Massiven Vergeltung auch bei konventionellen Angriffen den Einsatz von Nuklearwaffen vorsah und Flächenziele mit diesen einfacher hätten bekämpft werden können. Erst als diese Strategie 1967 vom Prinzip der Flexible Response abgelöst wurde, entstand Bedarf an konventionellen Waffen mit großer Flächenwirkung.
Die Bundeswehr entschied sich für Raketen des Herstellers Dynamit Nobel mit einem Durchmesser von 110 mm und einer Länge von 2,26 Metern. Für die Erprobung auf dem Schießplatz Meppen hatte die Firma extra einen Versuchswerfer mit 15 Rohren gebaut.
An der Ausschreibung für den eigentlichen Raketenwerfer beteiligten sich neben der deutschen Firma Wegmann auch die Schweizer Firma Oerlikon sowie Bofors aus Schweden. In die engere Wahl kamen Wegmann und Oerlikon. Wegmann bot den bereits beschriebenen Werfer mit 36 Rohren an. Bei dem Werfer von Oerlikon handelte es sich um ein einrohriges Gerät mit Nachladeautomatik, das aufgrund seiner Handlichkeit auch an Hubschraubern hätte befestigt werden können. Beide Systeme wurden ausgiebig getestet, Wegmann erhielt schließlich den Zuschlag.

## Einsatzgrundsätze
Ein RakArtBtl mit 2 RakWBttr 110 SF war die Schwerpunktwaffe der Division zur überraschenden Bekämpfung von Flächenzielen mit großer Ausdehnung. Der Feuerraum eines RakW entsprach in etwa dem Streuungsbild einer Werferserie mit der Größe 300 × 300 Meter.
Eine Feuereinheit bildete ein Zug von 4 RakWerfern, die 144 Raketen in 18 Sekunden verschießen konnten. Damit hatten sie eine Splitterwirkung von 864.000 Stahlkugeln, 1.152 AT1-Stabminen oder 720 AT2-Hohlladungsminen. Sie waren in der Lage, Ziele in der Entfernung von neun bis 14 Kilometern zu bekämpfen.
Das Trefferbild einer Werferserie ist mit 6.000 bis 9.000 Metern relativ eng und schmal, was für einen hohen Munitionsbedarf spricht. Die Raketenwerfer sollten unmittelbar vor den eigenen Kampftruppen wirken. Sämtliche Feuerschläge hatten in Abstimmung mit der Kampftruppe zu erfolgen.
Man ging davon aus, dass ein feindlicher Panzerverband, der auf eine AT1-Stabminensperre auflief, mit 90 % Wahrscheinlichkeit Ausfälle von mindestens 30 % zu verkraften hätte. Der Effekt waren Kettenschäden durch detonierende Stabminen.
Splittermunition waren z. B. ARTRAK 110 mm, Splitterkopf 110 mm DM 21 mit Raketenzünder DM 54.
Die Feuerstellungen der Raketenwerfer wurden erkundet und vorbereitet. Mithilfe des Flugbahnvermessungsgerätes FERA wurde das Raketenfeuer wesentlich zielgenauer und effektiver.
Splitterraketen mit Annäherungszünder wurden i.d. Regel 20 Meter über dem Boden gezündet, um über Baumwipfeln und Dachfirsten maximale Splitterwirkung zu erreichen. Das musste beim Feuer auf feindliche Stellungen in Ortschaften und Wäldern berücksichtigt werden.
Der RakWerfer 110 SF wurde mit dem Flugbahnvermessungsgerät FERA modernisiert.

## LARS 2
Ab ca. 1980 erfolgte eine Umrüstung in verbesserter Ausführung auf dem Typ MAN 7t (LARS 2). Um die Lage der Werferserien zum Ziel zu verbessern, wurde zudem das „Feuerleitradar Artillerie“ (FERA) (1 × je Werferzug) eingeführt.
Nicht zuletzt die vergleichsweise geringe Reichweite von 14 km und die relativ aufwendige sowie personalintensive Auftragsdurchführung führten zur Umrüstung der LARS-Einheiten. Ihnen wurde der Raketenwerfer MARS (Mittleres Artillerieraketensystem) zugeführt. Mitte der 1990er Jahre waren noch die jeweils zweiten Batterien der Raketenartilleriebataillone mit LARS ausgestattet.
Die letzten Werfer dieses Typs wurden am 19. April 2000 bei der 2./Raketenartilleriebataillon 150 außer Dienst gestellt. Die letzten scharfen Schüsse waren im Winter zuvor auf dem Truppenübungsplatz Munster abgefeuert worden. Restbestände der 110-mm-Munition werden mit dem Mehrfachraketenwerfer MARS verschossen, für den entsprechende Lager-, Transport- und Abschussbehälter („Abschussausstattung 110 mm“) entwickelt wurden. Ausnahme sind zwei LARS 2, die noch bei der Wehrtechnischen Dienststelle 91 in Meppen als Versuchsträger genutzt werden.

## Nachgeschichte
Im September 2021 erstellte das Bundesverteidigungsministerium einen internen Bericht, in dem der Austritt von explosivem Nitroglycerin aus den eingelagerten Raketen des Systems beschrieben wurde. Betroffen seien etwa 32.000 Raketen in Lagern in Meppen, Wulfen, Nörvenich, Köppern, Eft-Hellendorf und Wermutshausen. Die Bunker wurden gesperrt und ein Umgang mit den Raketen sowie ihr Transport untersagt. Ein geeignetes Verfahren für die Entsorgung der Raketen sei nicht bekannt. Im Januar 2022 veröffentlichte das Nachrichtenmagazin Der Spiegel Details aus dem Bericht.